# Cot Mentiwan
Cot Mentiwan is een bestuurslaag in het regentschap Aceh Besar van de provincie Atjeh, Indonesië. Cot Mentiwan telt 248 inwoners (volkstelling 2010).